# Панде Куюмджиев
Панде Наков Куюмджиев или Куюнджиев или Коюнджиев (на македонска литературна норма: Панде Кујумџиев, Кујунџиев, Којунџиев) е български революционер, струмишки деец на Вътрешната македоно-одринска революционна организация.

## Биография
Панде Куюмджиев е роден в 1876 година в Дойран или Струмица, тогава в Османската империя, днес в Северна Македония. Учи в гръцко училище.
Присъединява се към ВМОРО в 1902 година. От 1903 година е председател на струмишкото окръжно или околийско ръководно тяло и началник на градските и селските чети. Организира преминаването на чети и прилагането на решенията на Централния комитет в окръга. През юни 1905 година е избран за председател на бюрото на Струмишкия окръжен конгрес, провел се на Цървено поле в Огражден. След последвалото убийство на Иван Смолски на 2 юни 1905 година властите научават за провеждането на конгреса и Куюмджиев е арестуван, съден и осъден на 101 години затвор. Лежи 9 месеца в солунския затвор Еди куле, след което е амнистиран. В 1906 година заедно със Славчо Клямбов и Георги Хаджикотарев от името на Струмишкия окръжен комитет води преговори с изпратените от Атина Хаджи Кирякос и доктор Стириадис. В 1906 година е избран за нелегален делегат за връзка на Струмишкия окръг със Серския, ръководен от Яне Сандански. Два месеца след освобождаването му обаче отново е арестуван, съден и отново е осъден на 1 година, която излежава докрай в Еди куле. След това е изпратен в София като връзка на Струмишкия революционен комитет със задграничните представители Иван Гарванов, Борис Сарафов и Христо Матов.
След Младотурската революция от 1908 година се връща легално в Струмица и продължава да се занимава с българското национално дело. Влиза в Съюза на българските конституционни клубове и е избран за подпредседател на Струмишкия клуб. В 1912 година е пълномощен представител на първото българско читалище „Дамян Груев“.
При избухването на Балканската война в 1912 година е доброволец в Македоно-одринското опълчение. Участва и в Първата световна война с Българската армия. Продължава революционната си дейност и след войната.
На 1 март 1943 година, като жител на Пловдив и председател на местната Илинденска организация, подава молба за българска народна пенсия, която е одобрена и пенсията е отпусната от Министерския съвет на Царство България.
Участва в комунистическата съпротива във Вардарска Македония. След установяването на комунистическа власт в Струмица през септември 1944 година е избран за пръв председател на Околийския комитет на Народния фронт на Македония за Струмишка околия, което върши до 1946 година.

## Родословие
Струмишкото семейство Куюмджиеви произхожда от град Крушево. Панде е син на Янаки (Нако) и Магда Куюмджиеви, които имат три деца: Димитър, Панде и Ленка. Когато Магда умира, Янаки се жени за Севда, с която има още един син Христо. Синове на брата на Панде, Димитър, са Арсо Куюмджиев и Тома Куюмджиев. Панде се жени за Мария Мицева през 1919 година. Има пет деца: Христо, Благородна (р. 1913), Любен (р. 1920), Янко (р. 1922) и Илия (р. 1924). Любен и Янко, с одобрението на Панде, участват в комунистическата съпротива във Вардарска Македония.